# Museo delle macchine da scrivere Peter Mitterhofer
Il Museo delle macchine da scrivere Peter Mitterhofer (in tedesco Schreibmaschinenmuseum Peter Mitterhofer) di Parcines è un museo situato nella provincia autonoma di Bolzano.
Il museo è dedicato a Peter Mitterhofer, inventore della macchina per scrivere e originario di Parcines che costruì il primo esemplare di macchina da scrivere nel 1864 seguito da altri modelli. Il suo riconoscimento come effettivo inventore della macchina da scrivere fu postumo.

## Storia
Il museo è stato inaugurato nel 1993 in occasione del centenario della morte di Mitterhofer accorpando ai suoi modelli storici la collezione donata da Kurt Ryba, un informatico di origini meranesi. 
La prima esposizione era allestita nell'edificio della scuola elementare per essere spostata nel 1997 in una nuova sede situata nella zona centrale dell'abitato di Parcines.

## Collezione
La collezione, composta da oltre 2000 pezzi, si sviluppa su quattro piani illustrando la storia della macchina da scrivere partendo dal primo modello di Mitterhofer.
Tra gli esemplari esposti spiccano un esemplare del 1867 di palla scrivente ideata da Rasmus Malling-Hansen, il primo modello di Mitterhofer, un esemplare della macchina di cifratura Enigma, una macchina appartenuta a Thomas Edison, una Olivetti Valentine, modello che vinse il premio Compasso d'oro nel 1970 e una Crandall New Model brevettata da Lucien Stephen Crandall e considerata una delle più belle macchine da scrivere mai costruite.